# 太陽餅
太陽餅，是一種甜餡薄餅，源起於台灣台中市，形狀近似圓形，餅皮酥而易碎，一般以麥芽糖為內餡，可作為搭配濃茶之茶點。早期製作的尺寸比較大而多會切塊，近年來出現比較小的太陽餅以方便食用。

## 由來
台中神岡區糕點產業興盛，其中林振芳家族於日治時期開設在社口的“崑派餅店”以麥芽餅聞名。“阿明師”魏清海在崑派餅店學習傳統麥芽餅的作法並加以改良，研發出的新形態麥芽餅此後被命名為太陽餅。多家商店曾聘請魏清海製作太陽餅，魏清海的兒子與義子也分別開立兩家太陽餅店。魏清海亦教出上百名的太陽餅師傅，他們在台中各地開店，招牌多為“太陽堂”且都自稱正統。

## 食品安全事件
- 2014年9月5日，衛生福利部食品藥物管理署表示，強冠公司收購自「屏東郭烈成工廠」所回收榨過的廢油和餿水油，以33％劣質油混合67％豬油，出廠成「全統香豬油」油品，多家知名下游廠商皆中標使用強冠公司黑心油品[6]。

- 2014年9月7日，根據台中市衛生局調查，位於台中市東山路太陽堂食品公司坦承，於3～8月從忠興食油行進貨509桶「全統香豬油」餿水油，至今已賣出8000多盒、約12萬個「問題」太陽餅[7][8][9]。

## 參照
- 老婆餅
- 臺灣小吃
- 台灣飲食
- 顏水龍
- 臺中市尚未列入保護的文化資產列表
- 臺中市文化資產列表
- 奶油酥餅 (大甲)：另一種材料與式樣與太陽餅相似的食品